# Get Outta My Way
"Get Outta My Way" är en danspop-låt framförd av den australiska sångerskan Kylie Minogue och återfinns på hennes elfte studioalbum Aphrodite. Den släpptes som den andra singeln internationellt den 27 september 2010. Det nådde nummer tolv på UK Singles Chart.

## Format- och låtlista
CD-singel
1. "Get Outta My Way" – 3:39
2. "Get Outta My Way" (7th Heaven Mix) – 3:35

CD-maxi
1. "Get Outta My Way" – 3:39
2. "Get Outta My Way" (Bimbo Jones Club Remix - Radio Edit) – 3:35
3. "Get Outta My Way" (Sidney Samson Remix) – 5:35
4. "Get Outta My Way" (Paul Harris Vocal Remix) – 7:18
5. "Get Outta My Way" (Mat Zo Remix) – 8:31
6. "Get Outta My Way" (Video)

Brittisk CD-promo
1. "Get Outta My Way" – 3:39
2. "Get Outta My Way" (Instrumental) – 3:39

Amerikansk CD-promo 1
1. "Get Outta My Way" (7th Heaven Club Mix) – 7:52
2. "Get Outta My Way" (7th Heaven Radio Mix) – 3:35
3. "Get Outta My Way" (Paul Harris Mix) – 7:18
4. "Get Outta My Way" (Paul Harris Dub) – 7:36

Amerikansk CD-promo 2
1. "Get Outta My Way" (Daddy's Groove Remix) – 8:02
2. "Get Outta My Way" (Mat Zo Remix) – 8:30
3. "Get Outta My Way" (Kris Menace Remix) – 6:46
4. "Get Outta My Way" (Sidney Samson Remix) – 5:34
5. "Get Outta My Way" (BeatauCue Remix) – 5:03

Amerikansk CD-promo 3
1. "Get Outta My Way" (US version) - 3:16
2. "Get Outta My Way" (Instrumental) - 3:39